# ليون والثر
ليون والثر (بالفرنسية: Léon Walther)‏ هو ممثل فرنسي، ولد في 2 يونيو 1874 في فرنسا، وتوفي بنفس المكان في 2 مارس 1973.

## وصلات خارجية
- ليون والثر على موقع IMDb (الإنجليزية)
- ليون والثر على موقع ألو سيني (الفرنسية)
- ليون والثر على موقع أول موفي (الإنجليزية)
- ليون والثر على موقع قاعدة بيانات الأفلام السويدية (السويدية)
- ليون والثر على موقع قاعدة بيانات الفيلم (الإنجليزية)
- ليون والثر على موقع كينوبويسك (الروسية)